# Platysympus japonicus
Platysympus japonicus är en kräftdjursart som beskrevs av Gamo 1975. Platysympus japonicus ingår i släktet Platysympus och familjen Lampropidae. Inga underarter finns listade i Catalogue of Life.